# Violette Nozière (Mörderin)

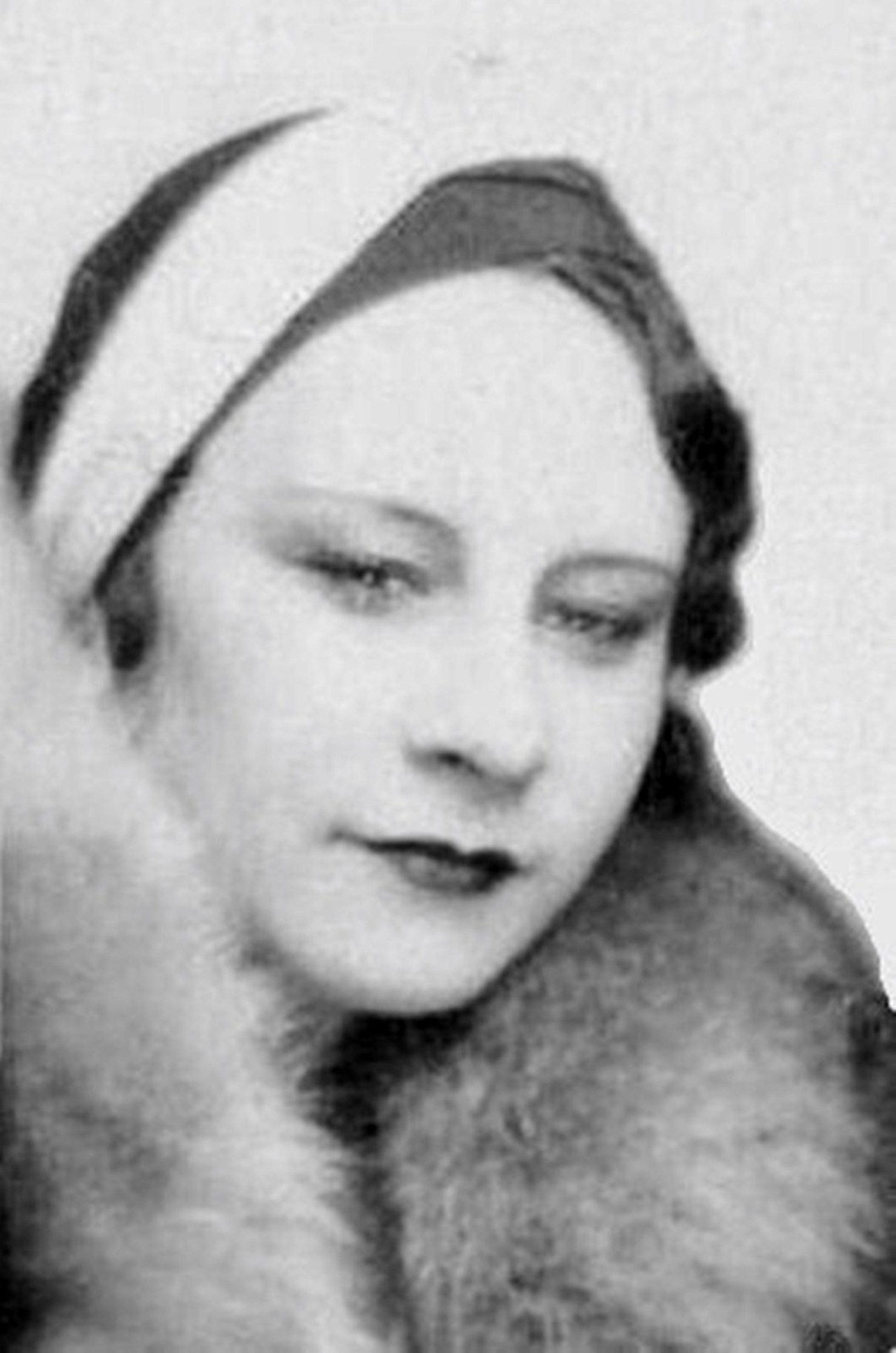
Violette Nozière, 1933

Violette Nozière (* 11. Januar 1915 in Neuvy-sur-Loire; † 26. November 1966 in Le Petit-Quevilly) war eine Französin, deren Vergiftung ihrer Eltern, die zum Tod des Vaters führte, in den 1930er Jahren große öffentliche Aufmerksamkeit erregte. Die zum Zeitpunkt der Tat 18-jährige Violette Nozière wurde 1934 zunächst zum Tode verurteilt. Dieses Urteil wurde wenige Monate darauf umgewandelt in eine lebenslange und später, 1942, in eine 12-jährige Haftstrafe. Im August 1945 wurde sie aus der Haft entlassen.

## Leben

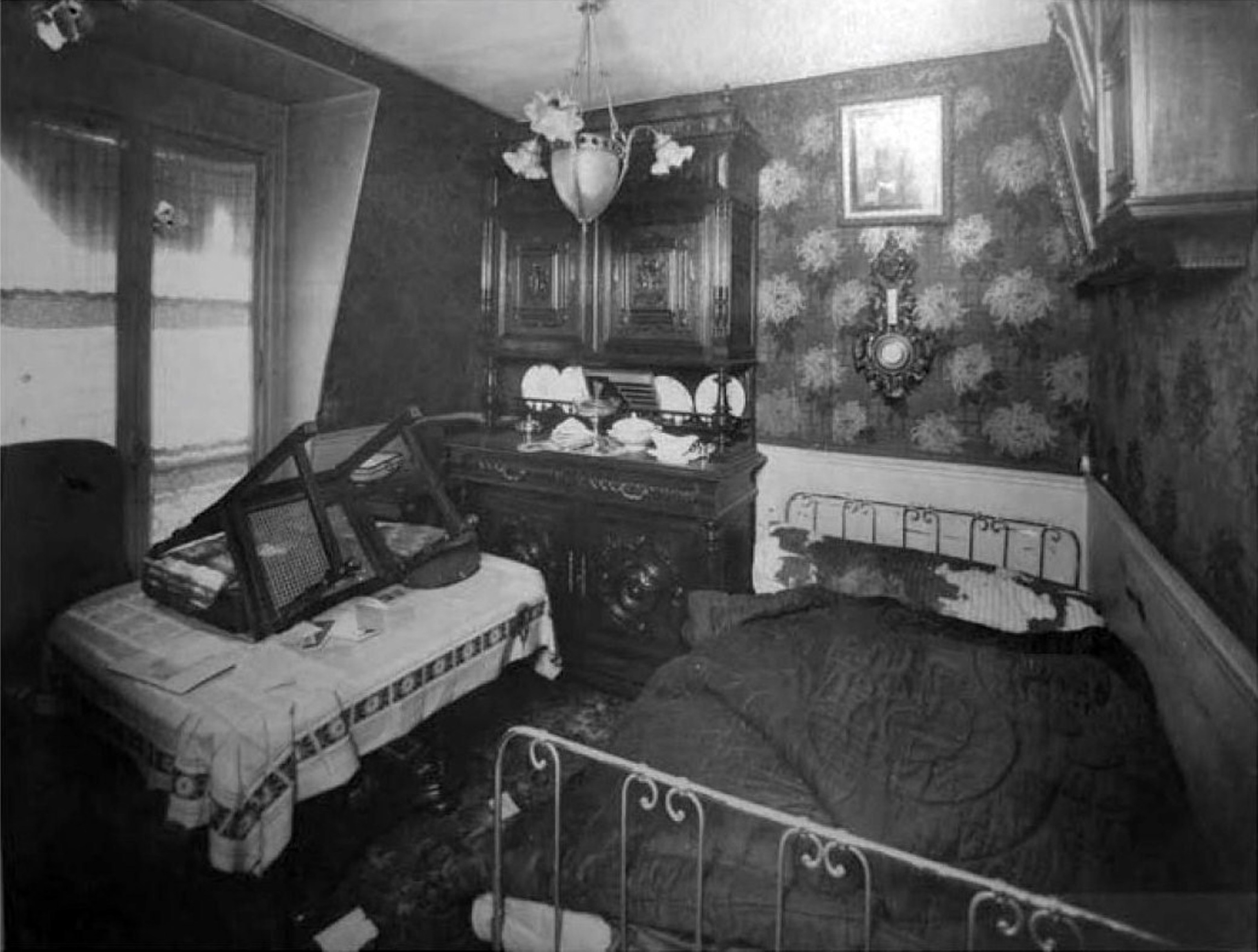
Wohnzimmer von Baptiste und Germaine Nozière: Paris, Rue de Madagascar No. 9, 6. Stock

Violette Nozière wurde am 11. Januar 1915 als Tochter von Baptiste und Germaine Nozière in Neuvy-sur-Loire, dem Wohnort der Großmutter mütterlicherseits, geboren. Ihre Kindheit verbrachte Violette teils bei der Großmutter, teils bei ihren Eltern, die in Paris eine kleine Wohnung in der Rue de Madagascar im 12. Arrondissement bewohnten.
Nach einem Schulverweis im Sommer 1931 besuchte sie das Lycée Fénelon im Quartier Latin. Ab dieser Zeit entdeckte sie die Möglichkeit, von Männern für sexuelle Gefälligkeiten Geld zu erhalten. Kein Jahr später, im April 1932, wurde bei ihr vom Hausarzt der Familie Syphilis diagnostiziert. Da die Eltern und auch der Arzt zu diesem Zeitpunkt davon ausgingen, dass Nozière noch Jungfrau wäre, wurde als Ursache eine Vererbung der Krankheit angenommen.
Im März 1933 versuchte Violette ein erstes Mal, ihre Eltern zu vergiften. Sie hatte sich eine große Menge eines Schlafmittels beschafft und konnte ihren Eltern einreden, der Hausarzt habe angeordnet, die Eltern müssten es einnehmen, um eine Ansteckung mit der Syphilis zu verhindern. Die Mutter musste für einige Tage ein Krankenhaus aufsuchen, aber beide Elternteile überlebten.
Im Juni 1933 begegnete Violette dem Studenten Jean Dabin, „ihrer einzigen und wahren Liebe“. Dabin kleidete sich „ganz nach der neuesten Mode“, und Violette ging zunächst davon aus, Dabin müsse aus einem „wohlhabenden Haus“ kommen. Aber das Gegenteil war der Fall – bald war es Nozière, die Dabin mit Geld unterstützte, auch mit Geld, das sie aus dem Schlafzimmerschrank ihrer Eltern stahl. Nozières Traum war es, dem grauen Paris zu entfliehen, einen Bugatti zu kaufen und in dem Luxusauto gemeinsam mit Dabin an die Côte d’Azur zu reisen. Dabin aber war derweil, im Sommer 1933, mit seinen Eltern in der Bretagne.
Am 21. August 1933 unternahm Violette mit einer noch höheren Dosierung des Schlafmittels einen zweiten Versuch, ihre Eltern zu vergiften. Um die Eltern zu bewegen, das in Wasser aufgelöste Pulver tatsächlich zu trinken, hatte sie ein Schreiben des Hausarztes gefälscht. Diesmal starb der Vater an den Folgen der Vergiftung; die Mutter überlebte. – Nach einer Woche, in der Violette versuchte, die Sache zunächst als Selbstmord ihrer Eltern darzustellen, dann fliehen konnte und sich in verschiedenen Hotels mit verschiedenen Männerbekanntschaften verbergen konnte, wurde sie am 28. August 1933 festgenommen.
Der Prozess gegen Violette Nozière begann am 10. Oktober 1934. Violette bezichtigte ihren Vater, sie sexuell missbraucht zu haben (was sie später, 1937, widerrief). „[Der Prozess] endete mit einem Schuldspruch und der Verurteilung zum Tode.“ Nach Intervention des Staatspräsidenten Albert Lebrun wurde das Urteil umgewandelt in lebenslängliche Haft. Violette verbrachte ihre Haft im Gefängnis von Rennes; die Strafe wurde später auf 12-jährige Haft verringert, und so wurde die inzwischen 30-jährige Violette am 29. August 1945 in die Freiheit entlassen.
Nach der Entlassung aus dem Gefängnis gründete Violette Nozière selbst eine Familie. 1946 heiratete sie Pierre Garnier. Das Paar ließ sich in einem Vorort von Rouen nieder und hatte fünf Kinder. Im März 1963 verkündete der Gerichtshof von Rouen die Rehabilitierung Violette Nozières. Am 26. November 1966 starb Violette Nozière an den Folgen einer Krebserkrankung.

## Darstellungen in Film und Literatur
- Im Dezember 1933, also noch vor dem Prozess, veröffentlichte eine Gruppe von Surrealisten bei einem belgischen Verlag eine Sammlung von Gedichten und Zeichnungen als Hommage an Violette Nozière – Titel: Violette Nozières [sic]. Das Heft enthielt acht Gedichte (von André Breton, René Char, Paul Éluard, Maurice Henry, E. L. T. Mesens, César Moro, Benjamin Péret und Guy Rosey) und acht Zeichnungen (von Salvador Dali, Yves Tanguy, Max Ernst, Victor Brauner, René Magritte, Marcel Jean, Hans Arp und Alberto Giacometti). Die Fotografie auf dem Titelblatt stammte von Man Ray.[4]
- Die bekannteste künstlerische Darstellung von Violette Nozière ist der gleichnamige Film von Claude Chabrol aus dem Jahr 1978 mit Isabelle Huppert in der Titelrolle.
- In seinem Roman Ruinenblüten beschreibt Patrick Modiano in einer längeren Passage die Atmosphäre im Quartier Latin des Jahres 1933. Darin erwähnt er u. a. auch Violette Nozière. Es heißt dort:

„Der Schnee, der sich auf den Bürgersteigen in Matsch verwandelt, der Zaun der Cluny-Thermen, vor dem Schwarzhändler ihre Ware aufbauten, die kahlen Bäume, alle diese Grau- und Schwarztöne, die ich in Erinnerung habe, lassen mich an Violette Nozière denken. Sie verabredete sich in einem Hotel der Rue Victor-Cousin, nahe der Sorbonne, und im Palais du Café am Boulevard Saint-Michel.
Violette war eine Brünette mit blassem Teint, die von den Zeitungen mit einer venenösen Blume verglichen und «das Giftmädchen» genannt wurde. Im Palais du Café schloß sie Bekanntschaft mit falschen Studenten, die eng taillierte Jacketts und Hornbrillen trugen. Sie machte ihnen weis, sie habe eine Erbschaft zu erwarten, und versprach ihnen goldene Berge: Reisen, Bugattis...“

- Eine Darstellung des Lebens Violette Nozières als Graphic Novel haben Camille Benyamina (Illustrationen) und Eddy Simon (Text) im Jahr 2014 unternommen. Untertitel der deutschen Ausgabe: Der verruchte Engel.[6]

## Biografien
- Jean-Marie Fitère: Violette Nozière. Aus dem Französischen von Hilde Nürenberger. Europa Verlag, Wien 1979, ISBN 3-203-50710-2.
- Sarah Maza: Violette Nozière: a story of murder in 1930s Paris. University of California Press, Berkeley / Los Angeles / London 2011, ISBN 978-0-520-26070-2.
- Anne-Emmanuelle Demartini: Violette Nozière, la fleur du mal. Une histoire des années trente. Champ Vallon, Ceyzérieu 2017, ISBN 979-10-267-0608-3.

### Kurze biografische Darstellungen in Sammelbänden etc.
- Elisabeth Roudinesco: Jacques Lacan & Co.: a history of psychoanalysis in France, 1925–1985. Aus dem Französischen ins Englische übersetzt von Jeffrey Mehlman. Free Association Books, London 1990, ISBN 0-226-72997-4. Darin S. 18–21.
- Hyunseon Lee und Isabel Maurer Queipo (Herausgeber): Mörderinnen: Künstlerische und mediale Inszenierungen weiblicher Verbrechen (Gender Studies). Transcript Verlag, Bielefeld 2013, ISBN 978-3-8376-2358-1. Darin, S. 39–50: Peter Hiess / Christian Lunzer: Alles für die Liebe: Der Fall Violette Nozière.